# Kielmeyera insignis
Kielmeyera insignis är en tvåhjärtbladig växtart som beskrevs av N. Saddi. Kielmeyera insignis ingår i släktet Kielmeyera och familjen Calophyllaceae. Inga underarter finns listade i Catalogue of Life.